# Escola Estadual João Tibúrcio
A Escola Estadual Professor João Tibúrcio Localizada no coração do tradicional bairro do
Alecrim, a Escola Estadual Professor João Tibúrcio deu início as suas atividades educacionais na década de 30, precisamente no dia 14 de abril de 1935, após a publicação do Decreto 765/34,
no Diário Oficial de 1º de março de 1935.
Construída para ser escola modelo e atender ao bairro mais populoso da cidade, na época o Grupo
Escolar oferecia o ensino primário. Com a expansão populacional e urbana e por ter se tornado referência, a escola começou a atrair estudantes de diversos bairros de Natal, o que implicou em
reformas para ampliar suas instalações e atender a demanda.
Hoje a escola tem exatamente 1040 alunos, funcionando no turno matutino com as séries iniciais e o 6º ano do ensino fundamental, no turno vespertino com as séries finais do ensino fundamental e no turno noturno com a Educação de Jovens e Adultos. O nome do grupo escolar é uma homenagem ao educador João Tibúrcio da Cunha Pinheiro, que lecionou latim e português por um longo período no Atheneu.